# Willy Kan
Willy Kan Wai-yue (簡慧榆), född 17 juni 1978 i Hongkong, död 21 mars 1999 på Sha Tin Racecourse i Sha Tin i Hongkong, var en hongkongsk jockey, som 1999 blev den första kvinnliga jockeyn att rida Hong Kong Derby.

## Karriär
Kan var en lovande lärlingsjockey, och hann under sin korta karriär (1997-99) ta 17 segrar.
Kan arbetade som lärling hos tränaren Kan Ping Chee 1997. Den 1 februari 1998 tog hon sin första seger på Sir Galway, och den 30 maj 1998 vann hon Queen Mother's Cup på Fat Choy Together. Senare samma år, den 23 juni, åkte hon till Storbritannien och red för tränaren David Nicholls, och tog en seger. Hon segrade även i ett lärlingslöp på Haydock Racecourse i juli på Nervous Rex, men hästen gick omkull efter mållinjen, och Kan fick hjärnskakning och en ögonskada som kom att kräva operation. På grund av fallet missade Kan de första tre månaderna av Hongkongs tävlingssäsong.
Den 3 mars 1999 blev Kan historisk då hon blev den första kvinnliga jockeyn att rida Hong Kong Derby. I löpet red hon hästen Hon of Man.

### Olyckan
Kans sista löp kördes under en regnig dag på Sha Tin Racecourse i Hongkong. I det tredje löpet över 1 400 meter, red Kan hästen Happy King (漢 廷 之 寶), när denne gick emot hästen Big Fortune, och gick omkull. Kan föll då framför fyra hästar, varav två, Solidarity och Lucky Afleet, trampade ner henne och sparkade henne i bröstet och huvudet. Kan körde i ilfart till Prince of Wales Hospital där hon genomgick en akutoperation för skallfrakturer och inre blödningar, men avled senare. Det sista löpet på banan avbröts av respekt.
Priset för bästa lärling under en säsong heter numera "Willy Kan Memorial Cup", i hennes ära.
Kan var den första jockeyen som omkommit under tävlingar i Hongkong sedan Brian Taylor 1984. Detta var det andra dödsfallet på Sha Tin Racecourse sedan banan öppnade 1978, och endast den tredje i Hongkong.